# Piragüisme als Jocs Olímpics d'estiu de 1960
Als Jocs Olímpics d'Estiu de 1960 celebrats a la ciutat de Roma (Itàlia) es disputaren set proves de piragüisme, 5 en categoria masculina i 2 en categoria femenina. La competició se celebrà entre els dies 27 i 30 d'agost de 1960 al Llac Albano, prop de Castel Gandolfo.
Es reduïren tres proves de la competició masculina i s'afegí una a la competició femenina. Participaren 173 regatistes, entre ells 28 dones, de 24 comitès nacionals diferents.

## Resum de medalles

### Categoria masculina
| Prova                    | Or                                                                         | Argent                                                                 | Bronze                                                               |
| C-1 1000 metres Detalls  | János Parti                                                                | Aleksandr Silàiev                                                      | Leon Rotman                                                          |
| C-2 1000 metres Detalls  | Unió SovièticaLeanid Hèixtor · Serhí Makàrenko                             | ItàliaAldo Dezi · Francesco La Macchia                                 | HongriaImre Farkas · András Töro                                     |
| K-1 1000 metres Detalls  | Erik Hansen                                                                | Imre Szöllösi                                                          | Gert Fredriksson                                                     |
| K-1 4x500 metres Detalls | AlemanyaDieter Krause · Günther Perleberg · Paul Lange · Friedhelm Wentzke | HongriaImre Szöllösi · Imre Kemeczei · András Szente · György Mészáros | DinamarcaErik Hansen · Helmuth Sørensen · Arne Høyer · Erling Jessen |
| K-2 1000 metres Detalls  | Suècia · Gert Fredriksson · Sven-Olov Sjödelius                            | Hongria · András Szente · György Mészáros                              | Polònia · Stefan Kaplaniak · Wladyslaw Zielinski                     |

### Categoria femenina
| Prova                  | Or                                             | Argent                                 | Bronze                                     |
| K-1 500 metres Detalls | Antonina Seredina                              | Therese Zenz                           | Daniela Walkowiak                          |
| K-2 500 metres Detalls | Unió SovièticaMaria Xúbina · Antonina Seredina | AlemanyaTherese Zenz · Ingrid Hartmann | HongriaKlara Fried-Banfalvi · Vilma Egresi |

## Medaller
| Posició | País           | Or | Argent | Bronze | Total |
| 1       | Unió Soviètica | 3  | 1      | 0      | 4     |
| 2       | Hongria        | 1  | 3      | 2      | 6     |
| 3       | Alemanya       | 1  | 2      | 0      | 3     |
| 4       | Dinamarca      | 1  | 0      | 1      | 2     |
| 4       | Suècia         | 1  | 0      | 1      | 2     |
| 6       | Itàlia         | 0  | 1      | 0      | 1     |
| 7       | Polònia        | 0  | 0      | 2      | 2     |
| 8       | Romania        | 0  | 0      | 1      | 1     |